# Dés non transitifs
Des dés non transitifs sont un ensemble de dés où, si un premier dé a plus de chances de donner un plus grand résultat qu'un deuxième et si celui-ci a plus de chance qu'un troisième, ce dernier peut tout de même avoir plus de chance de l'emporter sur le premier. En d'autres termes, la relation « a une plus grande probabilité de donner un plus grand nombre » n'y est pas transitive.
Cette situation est similaire à celle du jeu pierre-feuille-ciseaux où chaque élément gagne par rapport à l'un des deux autres et perd par rapport au dernier.

## Exemples

### Exemple général

Un exemple de dés non transitifs (les faces cachées ont les mêmes valeurs que celles affichées)

Soit le jeu de trois dés à 6 faces A, B, C suivant :
- le dé A porte les numéros {2,2,4,4,9,9} sur ses faces ;
- le dé B porte {1,1,6,6,8,8} ;
- le dé C porte {3,3,5,5,7,7}.

Alors :
- la probabilité que A donne un plus grand nombre que B est 5/9 (sur les 36 résultats possibles, le dé A l'emporte 20 fois) ;
- la probabilité que B donne un plus grand nombre que C est 5/9 ;
- la probabilité que C donne un plus grand nombre que A est 5/9.

Dans cet exemple, A a plus de chances de gagner sur B, qui a lui-même plus de chances de l'emporter sur C, lequel a à son tour plus de chances de donner un plus grand résultat que A.
La valeur moyenne de chacune des trois distributions est de 5.

### Dés d'Efron

Dés d'Efron

Les dés d'Efron sont un jeu de quatre dés non transitifs inventés par Bradley Efron. Les quatre dés A, B, C, D portent les numéros suivants sur leurs six faces :
- A : 4, 4, 4, 4, 0, 0 ;
- B : 3, 3, 3, 3, 3, 3 ;
- C : 6, 6, 2, 2, 2, 2 ;
- D : 5, 5, 5, 1, 1, 1.

La probabilité que A batte B, B batte C, C batte D et D batte A est égale à 2/3.
Les autres probabilités varient suivant les dés :
- la probabilité que A batte C est 4/9 ;
- la probabilité que B batte D est égale à 1/2 ;
- la probabilité que C batte A vaut 5/9 ;
- la probabilité que D batte B est 1/2.

En revanche, la probabilité qu'un dé en batte un autre pris au hasard parmi les trois restants n'est pas égale suivant les dés :
- dans le cas de A, elle vaut 13/27 ;
- pour B, 1/2 ;
- pour C, 14/27 ;
- pour D, 1/2.

Globalement, le meilleur dé pour gagner un jeu totalement aléatoire est donc C, qui gagne dans près de 52 % des cas.
Notez que dans cet exemple, la valeur moyenne diffère selon les dés : la valeur moyenne du "meilleur" dé C est de 10/3 alors que celle du plus "mauvais", le A, est de 8/3.

### Dés numérotés de 1 à 18
Un jeu de trois dés utilisant tous les nombres de 1 à 18 peut être rendu non transitif avec la combinaison suivante :
- A : 1, 6, 11, 12, 13, 14
- B : 2, 3, 4, 15, 16, 17
- C : 5, 7, 8, 9, 10, 18

B bat A, C bat B et A bat C avec la probabilité de 7/12.

### Dés numérotés de 1 à 24
Un jeu de quatre dés utilisant tous les nombres de 1 à 24 peut être rendu non transitif avec la combinaison suivante :
- A : 1, 2, 16, 17, 18, 19
- B : 3, 4, 5, 20, 21, 22
- C : 6, 7, 8, 9, 23, 24
- D : 10, 11, 12, 13, 14, 15

B bat A, C bat B, D bat C et A bat D avec la probabilité de 2/3.

### Dés de Miwin

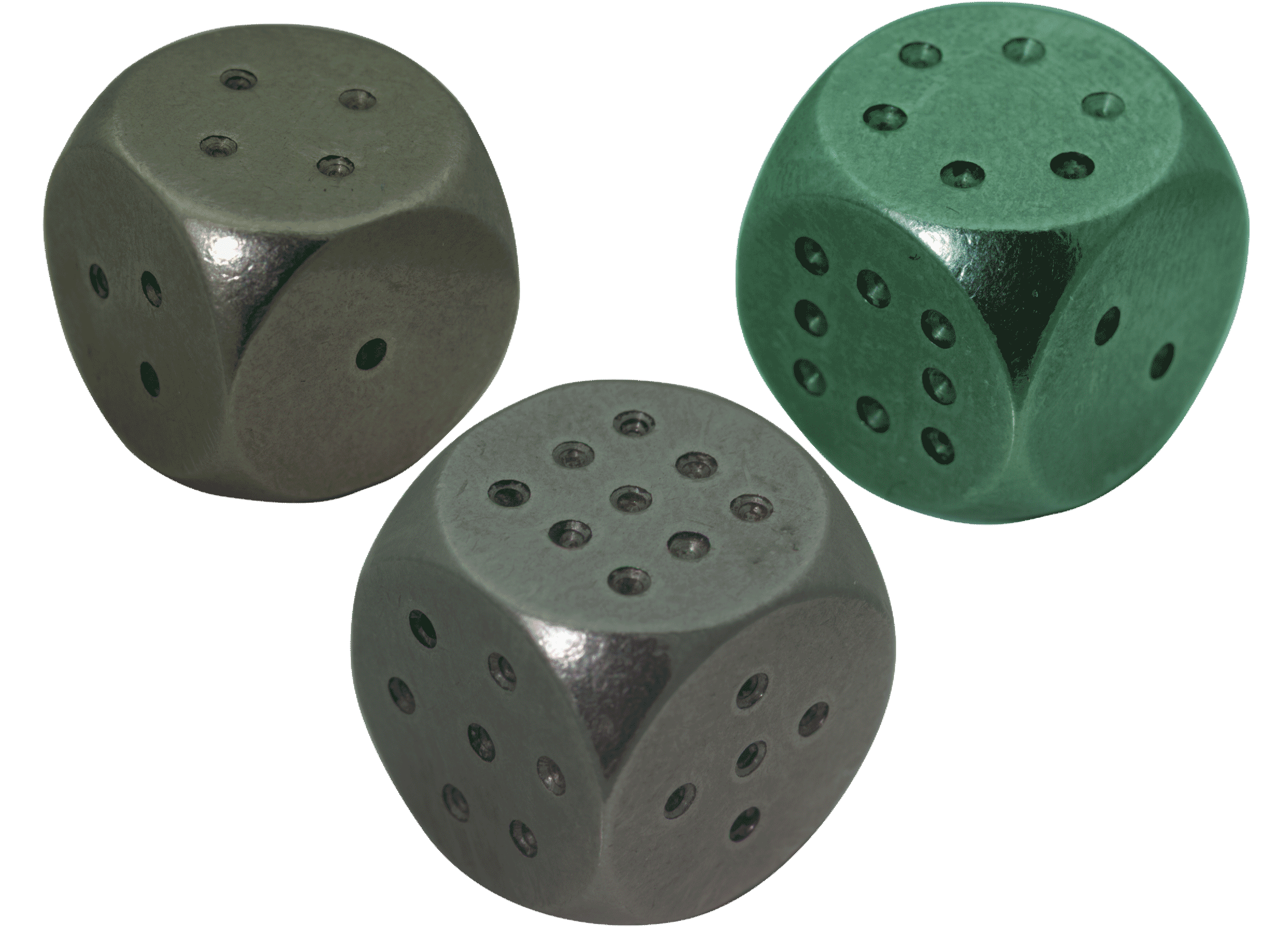
Dés de Miwin

Les dés de Miwin (en) ont été inventés en 1975 par le physicien Michael Winkelmann et sont répartis de la sorte :
- A : 1, 2, 5, 6, 7, 9
- B : 1, 3, 4, 5, 8, 9
- C : 2, 3, 4, 6, 7, 8

A l'emporte sur B, B sur C et C sur A avec la probabilité de 17/36.
Ces dés peuvent servir à effectuer des tirages avec des probabilités uniformes :
- si l'on prend un dé au hasard et qu'on le jette, on peut obtenir tous les nombres de 1 à 9, distribués suivant la loi uniforme (puisque chaque nombre est représenté deux fois sur un total de dix-huit faces) ;
- si l'on prend deux dés au hasard et qu'on multiplie leurs résultats, on peut obtenir tous les produits de deux nombres de 1 à 9, entre 1 et 81, également distribués suivant la loi uniforme. Toutefois, certains produits ayant la même valeur (comme 6 égal à 1 fois 6 et 2 fois 3) et d'autres étant uniques à avoir leur valeur (comme 7 égal uniquement au produit 1 fois 7), les nombres obtenus n'ont pas tous la même probabilité.